# Dicranodromia doederleini
Dicranodromia doederleini is een krabbensoort uit de familie van de Homolodromiidae. De wetenschappelijke naam van de soort is voor het eerst geldig gepubliceerd in 1892 door Ortmann.